# Slavhandeln på Barbareskkusten

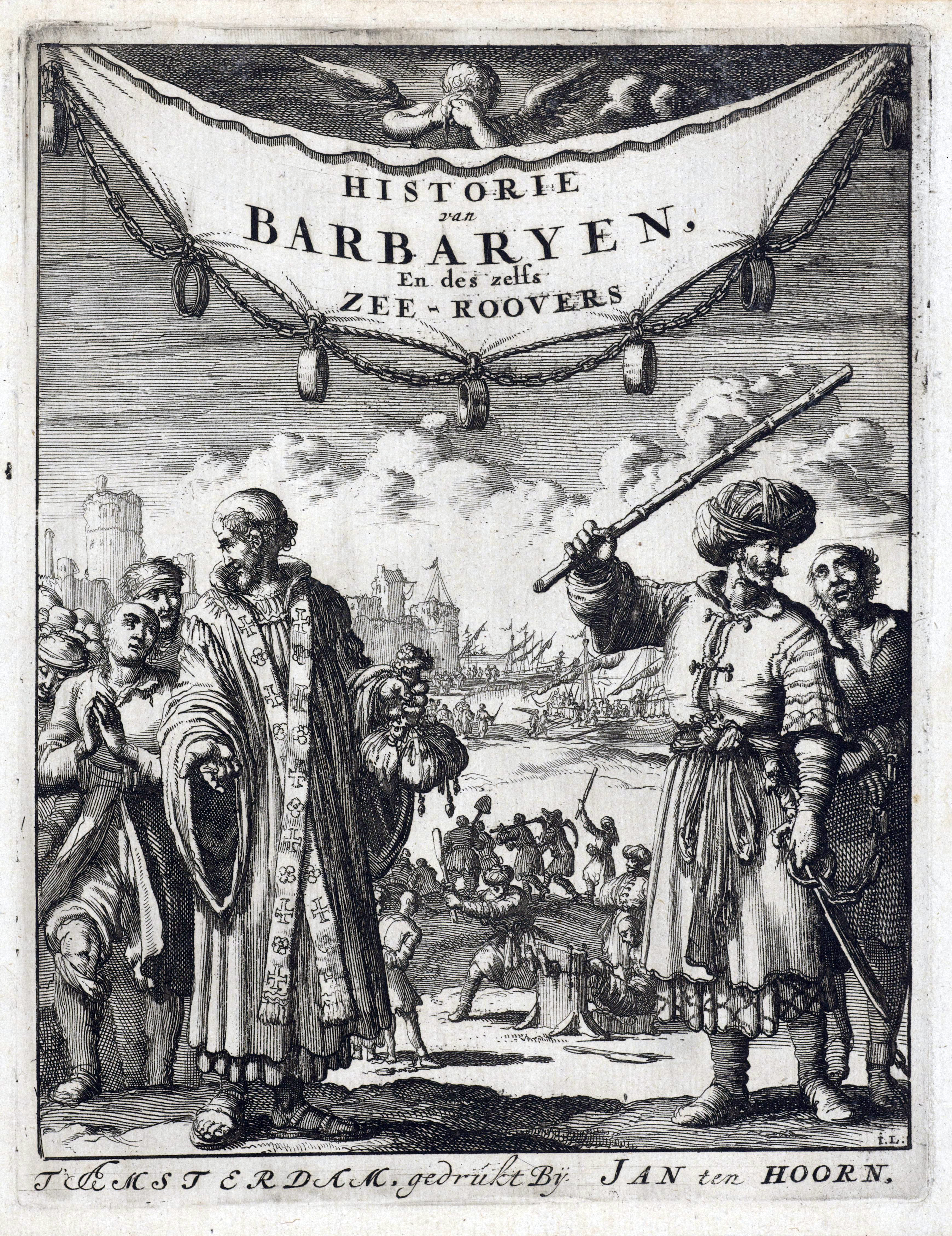
Turk en geestelijke met christenslaven, Jan Luyken, 1684

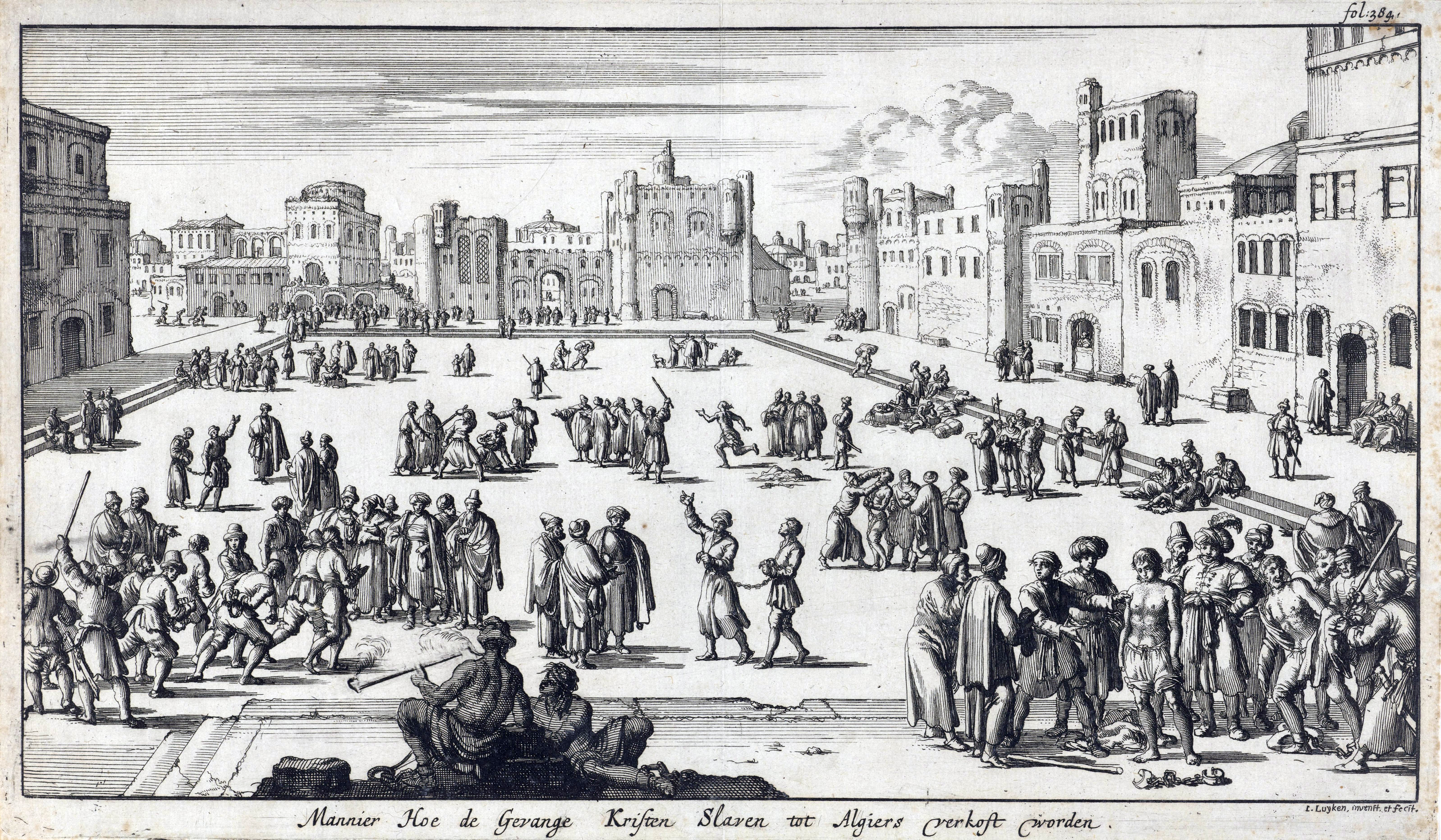
Européer säljs på slavmarknaden i Alger, Jan Luyken, 1684

Slavhandeln på barbareskkusten i Nordafrika var en del av den arabiska slavhandeln, ett centrum för slavhandeln i medelhavsområdet och en viktig källa för kristna europeiska slavar till det osmanska riket och Mellanöstern från 1500-talet till 1800-talet.  Området innefattade Marocko och det Osmanska Nordafrika (nuvarande Algeriet, Tunisien och Libyen), som vid denna tid formellt lydde under Osmanska riket men i realiteten var självständiga stater.  
Slavhandeln sköttes främst av Barbareskpiraterna, som överföll icke muslimska fartyg på medelhavet och gjorde landräder längs icke muslimska kuster i södra och västra Europa från Italien upp till Island. Den kanske mest berömda av dessa räder var Turkräden på Island 1627. 

## Historia
Nordafrika hade redan under antiken varit ett centrum för slavhandeln. 
I slutet av 1400-talet påbörjades dock en ny blomstringstid för regionens slavhandel. Vid denna tid fylldes området av utfattiga muslimska och judiska flyktingar från Kastiliens enande av Spanien samtidigt som Osmanska riket tog över området, som blev ett centrum för piratverksamhet mot Spanien.  Vid 1600-talets mitt tog dessutom piraterna i Tripoli, Alger och Tunis i praktiken över styret över området från Osmanska riket.  
Enligt islam fick muslimer inte förslavas, medan det däremot var legitimt att förslava icke-muslimer.  Slaveriet i Mellanöstern var därför beroende av en införsel av slavar från den icke muslimska världen, och barbareskpiraterna riktade in sig på att tillfångata kristna européer (Saqaliba).  Fram till 1800-talets början var Medelhavet utsatt för ett konstant hot från barbareskpiraterna, och många europeiska stater betalade regelbundet avgifter till piraterna för att deras skepp skulle slippa överfall.  Piraterna ägnade sig huvudsakligen åt slavhandeln och överföll skepp mer för dess människor än för dess last. 
Piraterna gjorde också överfall längs Europas kuster, och det förekom att hela byar och mindre städer tömdes på sina befolkningar, som fördes bort i slaveri.  Under 1600-talet var dessa räder så svåra att kusterna från Venedig i öster till Malaga i Spanien i väster i praktiken avfolkades, då människor undvek dem i fruktan för slavräder.  

## Slavhandeln
De européer som tillfångatagits blev antingen hållna som gisslan i väntan på att säljas tillbaka till sina länder eller familjer, om dessa kunde förväntas vilja betala en lösensumma för dem, eller sålda på slavmarknaden. 
Många av slavarna såldes vidare till slavmarknaden i Istanbul. Dock var det vanligare att de europeiska slavarna i Istanbul kom från slavhandeln på Svarta havet än från Barbareskkusten.

### Slavkällor
Barbareskpiraterna utförde både räder mot båtar på havet, och strandräder längs kusterna. Dessa ägde rum främst i Medelhavet respektive Atlanten, respektive mot mot södra Europa i medelhavsområdet och längs Västeuropas kuster, från Spanien så långt norrut som på Island. Det var under den nymoderna tiden en av de två största källorna till vita slavar i Mellanöstern: den andra var slavhandeln på Svarta havet i östra Europa. 

#### Brittiska öarna
Både brittiska kuster och brittiska fartyg drabbades av barbareskpiraterna. Det irländska havet var under 1600-talet känt för att vara frekventerat av barbareskpirater. 
Jakob I sände en ambassadör till Alger för att förhandla 1620-1621, som dock inte lyckades.
Sydvästra England utsattes för upprepade anfall 1625-1626.
Under 1620-40-talet härjade ofta Cornwall, Devon och södra Irland av pirater, som ofta gjorde strandräder efter att ha överfallit skepp.  Kvinnor var prioriterade som fångar. 
Sommaren 1625 överfölls båtar i Bristol Channel, som följdes av strandhugg i Mount's Bay, varifrån omkring sextio män, kvinnor och barn bortfördes.
År 1645 förde pirater bort 200 män, kvinnor och barn nära Fowey i Cornwall som slavar till Nordafrika; 
det exakta antalet uppges ha varit 240, varav en del även "gentlewomen", det vill säga kvinnor ur godsägarklassen.
Räden mot Baltimore var en slavräd utförd av osmanska barbareskpirater från Alger i Osmanska Nordafrika mot kustbyn Baltimore i West Cork på Irland 20 juni 1631. 
Det var den största attacken av detta slag på Irland. Anfallet tillhör de mer välkända av de slavräder som företogs av barbareskpiraterna mot Europas kuster efter 1400-talets slut och fram till 1800-talets början. Några år efter Baltimore 1631 anfölls även närliggande Dungarvon, varifrån omkring femtio personer bortfördes.
England sände ofta agenter för att friköpa engelska slavar. I december 1640 hade situationen blivit så svår att en statlig kommitté, Committee for Algiers, upprättades för att köpa tillbaka engelska medborgare från slaveri i Algeriet, som då beräknades vara mellan 3 000 och 5 000 bara i Alger.
1643 hade så många engelska slavar förts till Alger att den engelska regeringen kallade till nationell insamling genom landets kyrkor för att köpa tillbaka dem; att köpa tillbaka kvinnliga slavar var extremt mycket dyrare än manliga. 
Kvinnor var mer sällsynta än män i denna slavhandel, men de var i gengäld också svårare att köpa tillbaka. Kvinnor arbetade ofta som tjänstefolk eller konkubiner (sexslavar). 
Bland slavhandelns brittiska offer fanns Helen Gloag, Lalla Balqis och Elizabeth Marsh.

#### Danmark
Danskt territorium utsattes för kusträder på Färöarna. 
1607 utsattes både Island och Färöarna för landräder av piraterna som bortförde människor i slaveri. Piraträden på Suðuroy 1629 var en räd som företogs av barbareskpirater mot Suðuroy på Färöarna sommaren 1629. Den resulterade i att sex personer av befolkningen dödades av piraterna och att över trettio personer togs som slavar. Händelsen var den största piraträden av barbareskpirater på Färöarna och gjorde att kungen fattade beslut om byggnaden av en fästning på ön, som därefter gav den större skydd.
Danska skepp utsattes för överfall av barbarekspiraterna. 
En av de mest kända danska offren var Hark Olufs.

#### Frankrike
Franska skepp och kuster utsattes även de för räder. På 1500-talet slöt dock Frankrike och Osmanska riket en allians, som skyddade Frankrike i större mån än andra länder. 
I praktiken försvagades dock det skydd Frankrike hade genom sin allians, eftersom Osmanska riket hade allt svagare kontroll över sina västra provinser i Nordafrika; 1620 gjordes till exempel en räd mot en by utanför Calais i Nordfrankrike.
I egenskap av katolskt land åtnjöt landet tjänsten av de katolska religiösa ordnar som regelbundet köpte tillbaka en del av de medborgare som tagits som slavar. 
Bland slavhandelns offer fanns Jean Parisot de la Valette och Vincent de Paul. 

#### Island
År 1607 utsattes både Island och Färöarna för landräder av piraterna som bortförde människor i slaveri. 
Turkräden på Island 1627 var en serie sjörövarräder och bortföranden av slavar. De utfördes av osmanska barbareskpirater från nordvästra Afrika och utspelade sig utanför Grindavík, Västmannaöarna och Hemön mellan 20 juni och 19 juli 1627.

#### Italien
En av de mest kända räderna mot Italien ägde rum mot Fondi 1534. 
År 1534 attackerades Fondi av en flotta av korsarer under Barbarossa. Han hade fått i uppdrag av storvisir Pargalı İbrahim Pascha att ta Giulia Gonzaga som slav och placera henne i det kejserliga osmanska haremet som Süleyman I:s slavkonkubin för att ersätta den inflytelserika Roxelana. Det har också spekulerats om att Barbarossa fick hjälp av hennes döde makes familj, som ville återfå den egendom hon hade fått efter maken som änka. Kidnappningsförsöket misslyckades och Giulia Gonzaga lyckades fly med en enda vaktsoldat klädd i bara nattlinnet. Som hämnd för hennes flykt massakrerade Barbarossa befolkningen i Fondi och Sperlonga innan hans flotta tvingades ge sig av efter ett ha slagits tillbaka vid Itri. 
En stor räd härjade Kalabrien i Syditalien 1638.
Härjningarna i Spanien och Italien skadade befolkningen och i förlängningen ekonomin i Medelhavsområdet.
Bland slavhandelns italienska offer fanns Marthe Franceschini. 

#### Malta
Malta var utsatt för kusträder från barbareskpiraterna. 
Barbareskpiraterna deltog även i belägringen av Malta 1565.

#### Nederländerna
Inga strandräder gjordes mot Nederländernas kuster, men nederländska skepp drabbades av överfall på haven. Nederländska agenter köpte regelbundet en del av de nederländska medborgare som tagits som slavar; priset på nederländska slavar beskrivs som högre än de flestas.
Bland slavhandelns offer fanns Maria ter Meetelen. 

#### Portugal
Portugal var liksom Spanien utsatt för barbareskpiraterna både på land och hav.
I egenskap av katolskt land åtnjöt landet tjänsten av de katolska religiösa ordnar som regelbundet köpte tillbaka en del av de medborgare som tagits som slavar. 

#### Spanien
Spanien var svårt utsatt för strandräder från 1500-talets början. Värsta var förhållandet under 1600-talet, då stora kuststräckor lämnades helt obebodda på grund av de ständiga attackerna. 
Pirater från Marocko och Alger frekventerade främst Spanien och Europas västkust, medan piraterna från Tunis rörde sig kring Italien och Grekland.
Piraterna förde bort befolkningen från hela byar längs Spaniens medelhavskust. 1637 bortfördes 315 kvinnor och barn från staden Calpe, ustbyar avfolkades så kronan tvingades höja skatten på fisk, kött, boskap och siden för att konstruera kustbefästningar, och 1667 hade så många baskiska sjömän förslavats att de baskiska provinserna inte längre kunde fullfölja sin kvot på sjömän till den kungliga flottan. 
Härjningarna i Spanien och Italien skadade befolkningen och i förlängningen ekonomin i Medelhavsområdet.
I egenskap av katolskt land åtnjöt landet tjänsten av de katolska religiösa ordnar som regelbundet köpte tillbaka en del av de medborgare som tagits som slavar. 
Bland slavhandelns offer fanns Miguel Cervantes.

#### Sverige
Även svenskar föll offer för Barbareskkustens slavhandel.  Inga kusträder förekom mot Sverige, men däremot överfölls svenska skepp på Medelhavet. 
År 1662 mottog Sveriges rikskansler Magnus Gabriel De la Gardie ett brev med begäran om hjälp från hundratalet svenskar som då var slavar i Alger i Nordafrika.
Under perioden 1650–1770 tillfångatogs ett tusental svenska sjömän sysselsatta inom saltimporten till Sverige.
Totalt tros cirka 1 000 svenskar mellan åren 1500 och 1800, oftast sjömän, ha tagits och sålts som slavar av muslimska slavjägare som utgick från barbareskkusten. 
Ett exempel är Marcus Berg, som levde som slav där under 1700-talet och senare utgav en skildring av sina erfarenheter.
Sverige köpte regelbundet tillbaka medborgare som tagits som slavar.

#### USA
Inga strandräder utfördes i USA, men barbereskpirater överföll amerikanska skepp på både Medelhavet och i Atlanten och sålde dess besättningar som slavar. 
USA blev slutligen en egen stat 1783, och två år efteråt, 1785, anlände den första lasten av amerikanska slavar till Alger, där de blev fram till att de kunde friköpas 1797.
Detta utlöste så småningom Barbareskkrigen 1801-1815. Ett argument för kriget var att sedan USA hade avskaffat slavhandeln med afrikaner 1807, var det också deras plikt att sätta stopp för den vita slavhandeln.

## Slavmarknaden
Många slavar blev friköpta av sina länder efter en tids fångenskap. Lösensumma för en fånge uppfattades som en lika legitim affär som att sälja fången till slavmarknaden, och myndigheterna var därför inte ovilliga att utväxla fångar mot lösensumma och det innebar sällan andra svårigheter än de rent ekonomiska. Många slavar var dock dyra att köpa tillbaka, särskilt kvinnor och barn, och kvarblev därför i slaveri. 
Manliga slavar som konverterade till islam blev automatiskt fria på grund av förbudet mot att förslava muslimer[källa behövs] (se Slaveri inom islam), men detta gjorde det också omöjligt för dem att återvända till sina hemländer.  Många av barbareskpiraterna själva var före detta kristna slavar som konverterat till islam.
Kvinnor, som blivit sålda till haremen (Ma malakat aymanukum), hade dock inte samma möjlighet att bli fria. En kvinna som konverterade till islam blev kvar i haremet. När en kvinna blev frigiven innebar det normalt att hennes ägare gifte sig med henne, eller arrangerade ett äktenskap för henne med en muslim, då en ensam kvinna inte hade någon möjlighet att klara sig själv i ett muslimskt samhälle. 
En kvinna som tagits som sexslav (konkubinat inom islam) ansågs vara en mans privata angelägenhet och i sådana fall var ägaren dessutom sällan villig att släppa fri sin slavinna mot lösensumma.   

## Avslut
Marocko förbjöd sjöröveriet år 1776, vilket var det första tecknet på en nedgång för regionens slavhandel.  
Barbareskpiraternas slavhandel försvagades kraftigt genom Barbareskkrigen 1800-1815, och när piratflottan i Alger förstördes år 1816 tvingades Algers pirater förbjuda förslavande av kristna.  
Resten av den öppna slavhandeln avvecklades i samband med Frankrikes kolonisering av Nordafrika 1830-1847.